# London School of Medicine for Women
La London School of Medicine for Women ou École de médecine pour les femmes, créée à Londres en 1874, est la première faculté de médecine anglaise ouverte aux femmes. Elle a fusionné en 1998 avec l'University College Hospital et fait désormais partie de la University College Medical School.

## Histoire

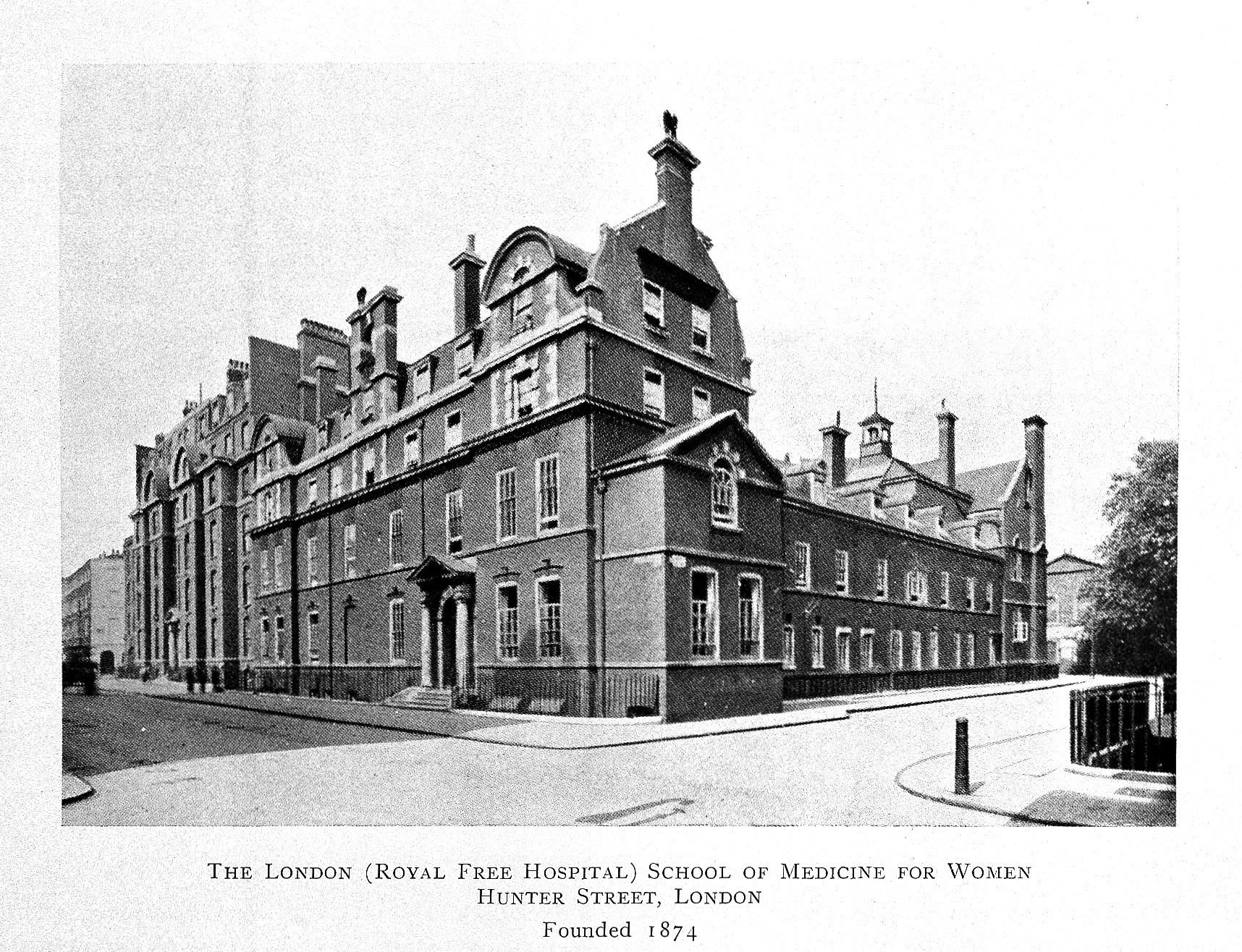
London School of Medicine for Women, Hunter Street.

Le projet d'école est initié par Sophia Jex-Blake, Elizabeth Garrett Anderson, Emily Blackwell et Elizabeth Blackwell, avec le soutien de Thomas Henry Huxley. Ces femmes se trouvent confrontées à l'impossibilité pour elles d'obtenir leur diplôme de médecin, dû au refus d'admission des femmes dans les facultés de médecine, ou à l'interdiction d'exercer alors qu'elles ont obtenu leur diplôme de médecin ou que leur parcours de formation correspond aux exigences de formation médicale. Certaines ont dû faire leurs études à la faculté de médecine d’Édimbourg. Plusieurs femmes qui avaient fait leurs études à Édimbourg avec Sophia Jex-Blake se joignent à cette entreprise. 
Le « Medical Act » de 1876 autorise la qualification médicale des étudiants sans condition de genre,,. En 1877, un accord permet aux étudiantes de la London School of Medicine for Women de terminer la partie clinique de leurs études de médecine au Royal Free Hospital, qui devient ainsi le premier hôpital universitaire de Londres à admettre des femmes en formation.

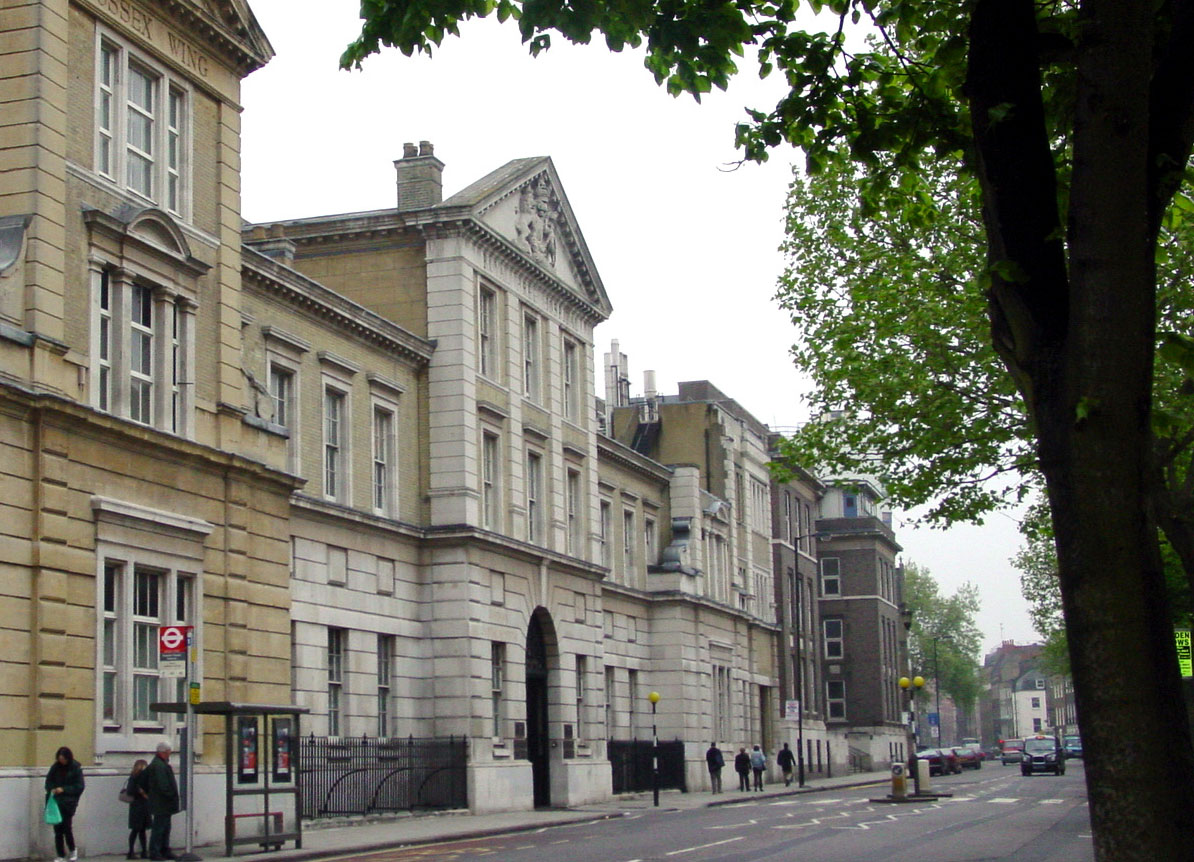
Ancien Royal Free Hospital, Gray's Inn Road.

L'école obtient son rattachement institutionnel à l'université de Londres. Ses liens avec le Royal Free Hospital se développe et, en 1896, elle prend le nom de London Royal Free Hospital School of Medicine for Women. 
En 1998, elle fusionne avec la faculté de médecine de l'University College Hospital pour former la UCL Medical School (en).

## Étudiantes connues
- Louisa Aldrich-Blake, chirurgienne
- Mary Barkas, psychiatre
- Julia Bell, généticienne
- Hilda Bynoe, gouverneure de la Grenade (1951)
- Diana Beck, neurochirurgienne
- Louisa Garrett Anderson (c.1897)
- Rukhmabai (1897), militante féministe et l'une des premières femmes médecins en Inde
- Mary Esther Harding (1910)
- Arabella Kenealy (1859-1938)
- Jessie Murray
- Flora Murray (c.1895)
- Sylvia Payne
- Alice Vickery
- Honor Smith (1937), neurologue
- Constance Ellen Long, étudiante et enseignante à la London School of Medicine for Women, médecin et théoricienne jungienne[7].